# Fähre Porta
Die Fähre Porta war eine Fähre, die die Weser im Bereich der Porta Westfalica in Ostwestfalen zwischen Barkhausen oder Aulhausen auf der einen Seite und dem Hausberger Ufer auf der anderen Seite überquerte. Eine Fährstelle wurde hier im 17. Jahrhundert eingerichtet.

## Geschichte
Nachdem die Fähre zunächst zwischen dem Forsthaus am Gut Wedigenstein und dem Fähranger auf Hausberger Seite pendelte, wurde sie wegen Hochwassergefährdung näher an das Dorf Barkhausen verlegt. Ab 1711 hatte die Zeitpacht Johann Jobst Arming, der sie bis zum 15. Juli 1789 in seinem Familienbesitz betreibt. Dann erwarb sie der Hausberger Mühlenpächter Gößling, jetzt als Erbpacht. Nach dem Vertrag stand dem Fährpächter eine Entschädigung zu, wenn es eine weitere Fähre oder Brücke gibt. Das galt auch für den Werksfährverkehr mit einer zweiten Fähre in der Zeit der Porta Westfalica AG, einer Hütte am linken Weserufer, wo Baustoffe und Mineralien gewonnen wurden. Dem letzten Pächter der Fährgerechtigkeit wurde beim Bau der Brücke 1954 ein Ausgleich von 15.000 DM gezahlt, um ihn zu entschädigen.
Die Fähre wurde bis zum Bau der Weserbrücke 1865 betrieben. Im Zweiten Weltkrieg, als die Brücke gesprengt wurde, wurde sie solange reaktiviert, bis die Brücke 1954 erneuert wurde und die Fähre endgültig eingestellt wurde. 
An der Fährstraße gibt es ein Gasthaus Zur alten Fähre.